# Tipacoque
Tipacoque – miasto w Kolumbii, w departamencie Boyacá.